# Юдинка (Колпнянский район)
Юдинка — деревня в Колпнянском районе Орловской области. Входит в состав Ахтырского сельского поселения. Население — 4 чел. (2010).

## География
Юдинка  находится в юго-восточной части области на Среднерусской возвышенности вблизи р. Колпенка. Юдинка примыкает к восточной окраине административного центра Ахтырского сельского поселения села Ахтырка. Уличная сеть не развита.
Климат
Климат умеренно континентальный; средняя температура января −8,5 °C, средняя температура июля +18,5 °C. Среднегодовая температура воздуха составляет +4,6 °C. Годовое количество осадков 500-550 мм., в среднем 515 мм.  Количество поступающей солнечной радиации составляет 91-92 ккал/см². По агроклиматическому районированию деревня Юдинка, также как и весь  район, относится к южному с коэффициентом увлажнения 1,2-1,3. Преобладают юго-западные ветры.
Часовой пояс
деревня Юдинка, как и вся Орловская область, находится в часовой зоне МСК (московское время). Смещение применяемого времени относительно UTC составляет +3:00.

## Население
| 2010 |
| ---- |
| 4    |

Национальный состав
Согласно результатам переписи 2002 года, в национальной структуре населения русские составляли 100 % от общей численности населения в 9 жителей

## Инфраструктура
Личное подсобное хозяйство.

## Транспорт
Выезд через Ахтырку на автодорогу межмуниципального значения «Глазуновка — Малоархангельск — Колпны — Долгое» (идентификационный номер 54 ОП РЗ 54К-8) (Постановление Правительства Орловской области от 19.11.2015 N 501 (ред. от 20.12.2017) «Об утверждении Перечня автомобильных дорог общего пользования регионального и межмуниципального значения Орловской области»).